# Naïma Bouhani
Naïma Bouhani-Benziane (en arabe : نعيمة بوهاني بن زيان) plus connue sous le nom de Naïma Bouhani, née le 23 octobre 1985 à Oran en Algérie, est une footballeuse internationale algérienne évoluant au poste d'attaquante au club saoudien Al Amal FC.

## Biographie

### Carrière en club
Naïma Bouhani commence sa carrière sportive dans sa ville natale d'Oran en 1998 avec l'Intissar Oran, où elle passe par toutes les catégories jeunes jusqu'à sa promotion en équipe sénior en 2001. Après un court passage à l'ASE Alger Centre, puis à AS Jawharat Canastel d'Oran, elle revient en 2007 à son club d'Intissar Oran.
En 2009, elle signe avec l'Afak Relizane où elle va évoluer jusqu'à aujourd'hui, sachant que lors de la saison 2011-2012, elle tente un passage en Europe où elle évolue avec le club français du FC Vendenheim.

### Carrière en sélection
Bouhani est convoquée avec la sélection algérienne pour la première fois en 2002. Elle participera à tous les grands événements sportifs mis à part la CAN de 2018 pour cause de blessure.
En octobre 2021, elle fait partie des joueuses convoquées pour deux rencontres contre le Soudan dans le cadre des éliminatoires de la CAN 2022. Le 20 octobre 2021, elle marque un quadruplé lors de la victoire historique 14-0 contre le Soudan,.

## Statistiques

### Buts internationaux
| Buts internationaux de Naïma Bouhani | Buts internationaux de Naïma Bouhani                                          | Buts internationaux de Naïma Bouhani                                          | Buts internationaux de Naïma Bouhani                                          | Buts internationaux de Naïma Bouhani                                          | Buts internationaux de Naïma Bouhani                                          | Buts internationaux de Naïma Bouhani                                          | Buts internationaux de Naïma Bouhani                                          | Buts internationaux de Naïma Bouhani                                          | Buts internationaux de Naïma Bouhani                                          |
| No                                   | Date                                                                          | Sél.                                                                          | Lieu                                                                          | Adversaire                                                                    | Score                                                                         | Résultat                                                                      | Compétition                                                                   | Détail                                                                        |                                                                               |
| ------------------------------------ | ----------------------------------------------------------------------------- | ----------------------------------------------------------------------------- | ----------------------------------------------------------------------------- | ----------------------------------------------------------------------------- | ----------------------------------------------------------------------------- | ----------------------------------------------------------------------------- | ----------------------------------------------------------------------------- | ----------------------------------------------------------------------------- | ----------------------------------------------------------------------------- |
| 1                                    | 05/08/2006                                                                    | -                                                                             | Stade d'Alexandrie, Alexandrie                                                | Égypte                                                                        | 000 - 1                                                                       | 00 - 3                                                                        | Qualifs CAN 2006                                                              | 44e                                                                           |                                                                               |
| 2                                    | 03/11/2006                                                                    | -                                                                             | Oghara Township Stadium, Oghara                                               | Guinée équatoriale                                                            | 002 - 1                                                                       | 03 - 3                                                                        | CAN 2006                                                                      | 56e                                                                           |                                                                               |
| 3                                    | 03/11/2006                                                                    | -                                                                             | Oghara Township Stadium, Oghara                                               | Guinée équatoriale                                                            | 003 - 2                                                                       | 03 - 3                                                                        | CAN 2006                                                                      | 76e                                                                           |                                                                               |
| 4                                    | 12/07/2007                                                                    | -                                                                             | Stade Zéralda, Zéralda                                                        | Sénégal                                                                       | 001 - 0                                                                       | 03 - 1                                                                        | Jeux africains 2007                                                           | 9e                                                                            |                                                                               |
| 5                                    | 12/07/2007                                                                    | -                                                                             | Stade Zéralda, Zéralda                                                        | Sénégal                                                                       | 002 - 0                                                                       | 03 - 1                                                                        | Jeux africains 2007                                                           | 15e                                                                           |                                                                               |
| 6                                    | 16/12/2007                                                                    | -                                                                             | Stade Zéralda, Zéralda                                                        | Maroc                                                                         | 001 - 1                                                                       | 02 - 1                                                                        | Qualifs CAN 2008                                                              | 44e                                                                           |                                                                               |
| 7                                    | 22/05/2010                                                                    | -                                                                             | Stade de Koléa, Koléa                                                         | Tunisie                                                                       | 001 - 1                                                                       | 01 - 1                                                                        | Qualifs CAN 2010                                                              | 90+4e                                                                         |                                                                               |
| 8                                    | 08/11/2010                                                                    | -                                                                             | Makhulong Stadium, Thembisa                                                   | Cameroun                                                                      | 001 - 1                                                                       | 02 - 1                                                                        | CAN 2010                                                                      | 55e                                                                           |                                                                               |
| 9                                    | 10/09/2011                                                                    | -                                                                             | Estádio da Machava, Maputo                                                    | Mozambique                                                                    | 001 - 2                                                                       | 01 - 7                                                                        | Jeux africains 2011                                                           | 52e                                                                           |                                                                               |
| 10                                   | 10/09/2011                                                                    | -                                                                             | Estádio da Machava, Maputo                                                    | Mozambique                                                                    | 001 - 6                                                                       | 01 - 7                                                                        | Jeux africains 2011                                                           | 76e                                                                           |                                                                               |
| 11                                   | 16/09/2011                                                                    | -                                                                             | Estádio do Maxaquene, Maputo                                                  | Afrique du Sud                                                                | 000 - 2                                                                       | 00 - 3                                                                        | Jeux africains 2011                                                           | 50e                                                                           |                                                                               |
| 12                                   | 14/02/2014                                                                    | -                                                                             | Stade Omar Hamadi, Alger                                                      | Maroc                                                                         | 001 - 0                                                                       | 02 - 0                                                                        | Qualifs CAN 2014                                                              | 11e du pied droit                                                             |                                                                               |
| 13                                   | 14/02/2014                                                                    | -                                                                             | Stade Omar Hamadi, Alger                                                      | Maroc                                                                         | 002 - 0                                                                       | 02 - 0                                                                        | Qualifs CAN 2014                                                              | 56e du pied droit                                                             |                                                                               |
| 14                                   | 08/06/2014                                                                    | -                                                                             | Stade du 15-Octobre, Bizerte                                                  | Tunisie                                                                       | 000 - 1                                                                       | 02 - 3                                                                        | Qualifs CAN 2014                                                              | 8e                                                                            |                                                                               |
| 15                                   | 01/10/2014                                                                    | -                                                                             | Independence Stadium, Windhoek                                                | Namibie                                                                       | 002 - 1                                                                       | 02 - 1                                                                        | Match amical                                                                  | 80e                                                                           |                                                                               |
| 16                                   | 05/02/2016                                                                    | -                                                                             | CTN de Sidi Moussa, Alger                                                     | Mali                                                                          | 001 - 0                                                                       | 05 - 0                                                                        | Match amical                                                                  | -                                                                             |                                                                               |
| 17                                   | 05/02/2016                                                                    | -                                                                             | CTN de Sidi Moussa, Alger                                                     | Mali                                                                          | 002 - 0                                                                       | 05 - 0                                                                        | Match amical                                                                  | -                                                                             |                                                                               |
| 18                                   | 08/04/2016                                                                    | -                                                                             | Stade Omar Hamadi, Alger                                                      | Kenya                                                                         | 001 - 0                                                                       | 02 - 2                                                                        | Qualifs CAN 2016                                                              | 28e                                                                           |                                                                               |
| 19                                   | 08/04/2016                                                                    | -                                                                             | Stade Omar Hamadi, Alger                                                      | Kenya                                                                         | 002 - 2                                                                       | 02 - 2                                                                        | Qualifs CAN 2016                                                              | 88e                                                                           |                                                                               |
| 20                                   | 12/04/2016                                                                    | -                                                                             | MISC Kasarani, Nairobi                                                        | Kenya                                                                         | 000 - 1                                                                       | 01 - 1                                                                        | Qualifs CAN 2016                                                              | 22e                                                                           |                                                                               |
| 21                                   | 12/02/2017                                                                    | -                                                                             | Petra Stadium, Amman                                                          | Jordanie                                                                      | 001 - 2                                                                       | 02 - 3                                                                        | Match amical                                                                  | 54e                                                                           |                                                                               |
| 22                                   | 16/06/2017                                                                    | -                                                                             | Petra Stadium, Amman                                                          | Jordanie                                                                      | 000 - 1                                                                       | 00 - 1                                                                        | Match amical                                                                  | 6e du pied droit                                                              |                                                                               |
| 23                                   | 10/06/2018                                                                    | -                                                                             | Stade d'Addis-Abeba, Addis Ababa                                              | Éthiopie                                                                      | 000 - 1                                                                       | 02 - 3                                                                        | Qualifs CAN 2018                                                              | 18e                                                                           |                                                                               |
| 24                                   | 25/08/2021                                                                    | -                                                                             | Stade du 30 Juin, Le Caire                                                    | Jordanie                                                                      | 000 - 1                                                                       | 01 - 3                                                                        | Coupe arabe 2021                                                              | 43e                                                                           |                                                                               |
| 25                                   | 28/08/2021                                                                    | -                                                                             | Stade du 30 Juin, Le Caire                                                    | Palestine                                                                     | 003 - 1                                                                       | 04 - 1                                                                        | Coupe arabe 2021                                                              | 80e                                                                           |                                                                               |
| 26                                   | 03/09/2021                                                                    | -                                                                             | Arab Contractors Stadium, Le Caire                                            | Tunisie                                                                       | 002 - 2                                                                       | 02 - 2                                                                        | Coupe arabe 2021                                                              | 66e du pied droit                                                             |                                                                               |
| 27                                   | 20/10/2021                                                                    | -                                                                             | Stade Omar Hamadi, Alger                                                      | Soudan                                                                        | 002 - 0                                                                       | 14 - 0                                                                        | Qualifs CAN 2022                                                              | 6e du pied droit                                                              |                                                                               |
| 28                                   | 20/10/2021                                                                    | -                                                                             | Stade Omar Hamadi, Alger                                                      | Soudan                                                                        | 004 - 0                                                                       | 14 - 0                                                                        | Qualifs CAN 2022                                                              | 15e du pied droit                                                             |                                                                               |
| 29                                   | 20/10/2021                                                                    | -                                                                             | Stade Omar Hamadi, Alger                                                      | Soudan                                                                        | 009 - 0                                                                       | 14 - 0                                                                        | Qualifs CAN 2022                                                              | 37e du pied droit                                                             |                                                                               |
| 30                                   | 20/10/2021                                                                    | -                                                                             | Stade Omar Hamadi, Alger                                                      | Soudan                                                                        | 010 - 0                                                                       | 14 - 0                                                                        | Qualifs CAN 2022                                                              | 46e du pied droit                                                             |                                                                               |
| 31                                   | 26/09/2023                                                                    | 55                                                                            | Stade Miloud-Hadefi, Oran                                                     | Ouganda                                                                       | 001 - 0                                                                       | 01 - 1                                                                        | Qualifs CAN 2024                                                              | 5e de la tête                                                                 |                                                                               |
| 32                                   | 24/02/2024                                                                    | 58                                                                            | CTN de Sidi Moussa, Alger                                                     | Burkina Faso                                                                  | 002 - 0                                                                       | 02 - 0                                                                        | Match amical                                                                  | 62e                                                                           |                                                                               |
| 33                                   | 04/04/2024                                                                    | 59                                                                            | Stade Chedly-Zouiten, Tunis                                                   | Tunisie                                                                       | 000 - 1                                                                       | 02 - 1                                                                        | Match amical                                                                  | 48e                                                                           |                                                                               |
| 34                                   | 07/04/2024                                                                    | 60                                                                            | Stade Chedly-Zouiten, Tunis                                                   | Tunisie                                                                       | 000 - 1                                                                       | 2 - 2                                                                         | Match amical                                                                  | 20e (pen.) du pied droit                                                      |                                                                               |
| 35                                   | 07/04/2024                                                                    | 60                                                                            | Stade Chedly-Zouiten, Tunis                                                   | Tunisie                                                                       | 001 - 2                                                                       | 2 - 2                                                                         | Match amical                                                                  | 44e                                                                           |                                                                               |
| 36                                   | 19/02/2025                                                                    | 61                                                                            | Stade de Djouba, Djouba                                                       | Soudan du Sud                                                                 | 000 - 3                                                                       | 0 - 5                                                                         | Qualifs CAN 2026                                                              | 49e                                                                           |                                                                               |
| Total                                | 36 buts (? du pied droit, ? du pied gauche et ? de la tête) en 61 sélections. | 36 buts (? du pied droit, ? du pied gauche et ? de la tête) en 61 sélections. | 36 buts (? du pied droit, ? du pied gauche et ? de la tête) en 61 sélections. | 36 buts (? du pied droit, ? du pied gauche et ? de la tête) en 61 sélections. | 36 buts (? du pied droit, ? du pied gauche et ? de la tête) en 61 sélections. | 36 buts (? du pied droit, ? du pied gauche et ? de la tête) en 61 sélections. | 36 buts (? du pied droit, ? du pied gauche et ? de la tête) en 61 sélections. | 36 buts (? du pied droit, ? du pied gauche et ? de la tête) en 61 sélections. | 36 buts (? du pied droit, ? du pied gauche et ? de la tête) en 61 sélections. |

## Palmarès

### Avec les clubs
AS Intissar Oran
- Vice Championne d'Algérie en 2005
- Finaliste de la Coupe d'Algérie en 2001, 2002 et 2004

 ASE Alger-Centre
- Championne d'Algérie en 2006
- Vainqueur de la Coupe d'Algérie en 2006

 Afak Relizane
- Championne d'Algérie en 2011, 2012, 2013, 2014, 2015, 2016, 2017, 2021, 2022 et 2023
- Vainqueur de la Coupe d'Algérie en 2010, 2011, 2012, 2013, 2014, 2015 et 2016

 FC Constantine
- Championne d'Algérie en 2018
- Vainqueur de la Coupe d'Algérie en 2018

 Sadaka
- Championne du Liban en 2008

Etihad Club
- Championnat de Jordanie en 2024
- Vainqueur de la Coupe de Jordanie  en 2024

### Avec l'équipe d'Algérie
- Participation à 4 coupes d'Afrique
  - 1er tour Championnat d'Afrique 2004
  - 1er tour Championnat d'Afrique 2006
  - 1er tour Championnat d'Afrique 2010
  - 1er tour Championnat d'Afrique 2014
- Vainqueur du Championnat arabe féminin en 2006
- Médaille de bronze aux Jeux africains de 2011

## Distinctions personnelles
- Soulier Rose de la meilleure joueuse du championnat d'Algérie féminin 2015, 2016 , 2017
- Meilleur buteuse du Championnat féminin des clubs champions de l'UNAF : 2023 (7 buts)
- Meilleur buteuse du Championnat de Jordanie en 2024 (26 buts)